# プロセルコイド
プロセルコイド（procercoid）とは擬葉目、裂頭条虫科の条虫の生活環の1ステージ。前擬尾虫とも呼ばれる。第1中間宿主であるケンミジンコ内でコラシジウムが発育してプロセルコイドが形成される。第1中間宿主とともに第2中間宿主に摂取され、第2中間宿主内でプレロセルコイドへと発育する。